# قطعنامه ۱۶۷۵ شورای امنیت
قطعنامه  ۱۶۷۵ شورای امنیت سازمان ملل متحد که در تاریخ ۲۸ آوریل ۲۰۰۶ تصویب شد، سندی بین‌المللی دربارهٔ بررسی وضعیت مربوط به صحرای غربی است. این قطعنامه طی نشست ۵۴۳۱ام با ۱۵ رای موافق، ۰ مخالف و ۰ ممتنع تصویب شد.